# Рогачово
Рогачово — деревня в Доможировском сельском поселении Лодейнопольского района Ленинградской области.

## История
В конце XIX — начале XX века деревня административно относилась к Доможировской волости 3-го стана Новоладожского уезда Санкт-Петербургской губернии.
В 1917 году деревня входила в состав Доможировской волости Новоладожского уезда.
С 1917 по 1924 год в составе Антомановского сельсовета Пашской волости Волховского уезда.
С 1924 года в составе Доможировского сельсовета.
С 1926 года вновь в составе Антомановского сельсовета.
С 1927 года в составе Пашского района. В 1927 году население деревни составляло 106 человек.
С 1928 года вновь в составе Доможировского сельсовета.
По данным 1933 года деревня Рогачово входила в состав Доможировского сельсовета Пашского района.

Деревня Рогачово на карте РККА 1940 года

На карте РККА 1940 года деревня Рогачово обозначена как безымянный населённый пункт к юго-востоку и смежно с деревней Антомоново.
На 1 января 1950 года в деревне Рогачово числилось 10 хозяйств и 34 жителя.
С 1955 года в составе Новоладожского района. 
В 1958 году население деревни составляло 19 человек.
С 1963 года в составе Волховского района.
По данным 1966 и 1973 годов деревня Рогачово также входила в состав Доможировского сельсовета Волховского района.
По данным 1990 года деревня Рогачово входила в состав Доможировского сельсовета Лодейнопольского района.
В 1997 году в деревне Рогачово Доможировской волости проживали 8 человек, в 2002 году — постоянного населения не было.
С 1 января 2006 года в составе Вахновакарского сельского поселения.
В 2007 году в деревне Рогачово Вахновокарского СП проживали 3, а в 2010 году — 1 человек.
С 2012 года в составе Доможировского сельского поселения.

## География
Деревня расположена в западной части района к северу от автодороги Р21 (E 105) «Кола» (Санкт-Петербург — Петрозаводск — Мурманск).
Расстояние до административного центра поселения — 3 км.
Расстояние до ближайшей железнодорожной станции Оять-Волховстроевский — 7 км.
Деревня находится на левом берегу реки Кислая Оять.

## Демография
| 1950 | 1997 | 2007 | 2010 | 2014 | 2017 |
| ---- | ---- | ---- | ---- | ---- | ---- |
| 34   | ↘8   | ↗11  | ↘1   | ↗2   | ↘1   |

### Национальный состав
Согласно данным Всероссийской переписи населения 2021 года в деревне проживал 1 человек, национальность которого не указана.

## Инфраструктура
По данным администрации Доможировского сельского поселения:
- на 2014 год в деревне было зарегистрировано 2 домохозяйства и 5 жителей[16].
- на 1 января 2021 года в деревне было зарегистрировано 2 домохозяйства и 2 жителя[17].